# Banco Nacional
Banco Nacional är en ort i Mexiko.   Den ligger i kommunen Tlahualilo och delstaten Durango, i den centrala delen av landet, 800 km nordväst om huvudstaden Mexico City. Banco Nacional ligger 1 104 meter över havet och antalet invånare är 1 072.
Terrängen runt Banco Nacional är mycket platt. Runt Banco Nacional är det glesbefolkat, med 9 invånare per kvadratkilometer. Närmaste större samhälle är San Felipe, 20,0 km söder om Banco Nacional. Trakten runt Banco Nacional består till största delen av jordbruksmark.